# Lezot Shenitzcha (álbum)
Lezot Shenitzcha (לזאת שניצחה, en hebreo) es el tercer álbum de estudio de la cantante israelí Eden Ben Zaken. El álbum fue publicado el 7 de septiembre de 2017, aunque anteriormente la cantante ya había lanzado tres sencillos promocionales: "Lezot Shenitzcha", que da nombre al álbum, "Ratziti" y "Kulam BeEilat", que tuvieron importante éxito en las estaciones de radio del país.

## Sencillos y videoclips
Antes de que el álbum saliera a la luz, la artista había promocionado tres singles con sus respectivos videoclips. Posteriormente, el 6 de septiembre de 2017 la artista publicó el resto de canciones del álbum en su cuenta oficial de Youtube.

### Lezot Shenitzcha
El primer sencillo fue publicado en la mañana del día 12 de febrero de 2017, siendo el primer adelanto de su tercer álbum. El videoclip que acompaña a la canción obtuvo un importante éxito, consiguiendo miles de visitas durante las primeras horas, habiendo superado las 18 millones de visitas en solo un año, siendo el segundo videoclip más visto en toda la carrera musical de la artista. En el videoclip, Eden despierta junto a su pareja, aparentemente muy enamorados. Cuando la joven se marcha de casa se da cuenta de que ha olvidado el teléfono móvil y cuando regresa se encuentra a su chico con otra mujer.

### Ratziti
Después de la publicación del primer sencillo, Eden lanzó el tema "Ratziti" el día 13 de junio de 2017. El tema estaba acompañado de un videoclip ambientado en el lejano oeste, donde podemos ver a la joven cantando con un sombrero y unas botas al estilo de los vaqueros. El videoclip ha acumulado más de 17 millones de visitas, convirtiéndose en uno de los más vistos de la artista. La canción se posicionó el en puesto número 9º en el ranking de la radio musical Galgatz.

### Kulam BeEilat
Tras el lanzamiento de "Lezot Shenitzcha" y "Ratziti", Eden anunció que publicaría un tercer sencillo meses más tardes. A finales de julio, Eden publicó un fragmento de su nuevo sencillo y videoclip en su cuenta de Facebook, subiendo el video completo a su canal oficial de Youtube el día 2 de agosto de 2017. El videoclip obtuvo críticas negativas debido a su parecido con el tema "Lo Toda" de la cantante Sarit Hadad, donde al igual que ella, Eden aparecía como una trabajadora del hotel que convocaba a los huéspedes del hotel a una fiesta. Sin embargo, otros críticos comentaron que la intención de Eden fue hacer un guiño a Sarit Hadad, de la muchos consideran su heredera musical. El videoclip fue grabado en la ciudad de Eilat, en el sur de Israel.

## Lista de canciones
| N.º | Título               | Letras                               | Música                             | Duración |  |
| 1.  | «Boi Nisa Layam»     | Avi Ohayon                           | Avi Ohayon y Matan Dror            | 4:36     |  |
| 2.  | «Kach Li Et Halev»   | Ofir Cohen                           | Ofir Cohen                         | 3:56     |  |
| 3.  | «Ga'aguim»           | Dudu Aharon, Naor Sinvani            | Dudu Aharon, Naor Sinvani          | 4:42     |  |
| 4.  | «Meoreset (ft Vivo)» | Ofir Cohen, Vivo                     | Ofir Cohen, Vivo                   | 3:38     |  |
| 5.  | «Yalda Ktana»        | Peer Tasi, Eden Hasson               | Peer Tasi, Eden Hasson             | 4:12     |  |
| 6.  | «Latush Lasham»      | Yinon Yahel                          | Yinon Yahel                        | 3:31     |  |
| 7.  | «Brit Olam»          | Eden Ben Zaken, Pen Hazut, Dolev Ram | Pen Hazut, Dolev Ram               | 3:48     |  |
| 8.  | «Al Titkasher Elai»  | Pen Hazut, Dolev Ram                 | Pen Hazut, Dolev Ram               | 3:45     |  |
| 9.  | «Tzoeket»            | Eli Keshet                           | Eli Keshet                         | 3:49     |  |
| 10. | «Mishtara»           | Tzlil Klipi                          | Tzlil Klipi                        | 2:55     |  |
| 11. | «Kulam BeEilat»      | Pen Hazut, Dolev Ram                 | Pen Hazut, Dolev Ram               | 3:20     |  |
| 12. | «Ratziti»            | Pen Hazut, Dolev Ram                 | Pen Hazut, Dolev Ram               | 3:27     |  |
| 13. | «Lezot Shenitzcha»   | Yaakov Lamai, Dolev Ram, Pen Hazut   | Yaakov Lamai, Dolev Ram, Pen Hazut | 4:13     |  |